# Povijest Namibije
Povijest Namibije seže u davna vremena. Prema arheološkim istraživanjima, smatra se da je teritorij današnje Namibije bio naseljen od najranijih vremena. 
U davna vremena u ovoj regiji živjela su plemena Bušmana. Kasnije su se naselile i druge etničke skupine: Nama, Damara, Herero, Ovambo, Kavango te Basteri (potomci Bura i afričkih žena).
Prvi bijelac, koji je kročio na tlo Namibije, bio je portugalski moreplovac Diogo Cão 1485., koji se samo kratko zadržao napravivši miljokaz u obliku križa na Obali kostura. Obala Namibije vrlo je negostoljubljiva pa se ovdje nitko nije dugo zadržavao od bijelaca, koji su se tu zatekli, niti su odlazili daleko u unutrašnjost. Među onima koji su pokazali veći interes za Namibiju bili su misionari, prvo engleski anglikanci pa njemački protestanti.
Prva država koja je pokazala konkretno zanimanje za vlasništvo nad teritorijem Namibije bila je Velika Britanija, koja je 1878. proglasio protektorat nad područjem oko Walvis Baya. 
Godine 1883., Nijemac Adolf Lüderitz kupio je područje Angra Pequena u današnjoj Namibiji. Nakon pregovora između Njemačke i Velike Britanije, odlučeno je, da Namibija pripadne Nijemcima, osim Walvis Baya. Ovaj teritorij bio je poznat kao Njemačka Jugozapadna Afrika i bio je veći od teritorija tadašnje Njemačle. 
Prvi značajan ustanak dogodio se 1903., pod vodstvom Samuela Maharera. U početku su starosjedioci imali dobre rezultate, ali nakon slanja mnogobrojne njemačke vojske, starosjedioci su pretrpjeli teške gubitke, a mnogi su ili ubijeni ili protjerani u današnju Bocvanu. Nemiri su se nastavili do 1907., kada je postignut mir. U tom sukobu smatra da je ubijeno oko 40,000 ljudi. 
Poslije Prvog svjetskog rata, Namibija je potpala pod Južnoafričku Uniju. S vremenom je to postala vojna okupacija s apartheidom. Godine 1966., počela je borba za neovisnost. Od tog razdoblja, počinje se koristiti naziv "Namibija". Nakon duge borbe u Namibijskom ratu za nezavisnost, u kojem je na čelu bila militatna organizacija SWAPO, međunarodna zajednica s vremenom više nije priznavala pravo Južnoafričke Republike, da kontrolira područje Namibije. Dana, 21. ožujka 1990., u nazočnosti glavnog tajnika UN-a proglašena je neovisnost Namibije. Prvi predjednik je bio Sam Nujoma iz reda SWAPO-a koji je postao glavna politička stranka. Nujoma je promijenio ustav, da bi se mogao ponovo kandidirati 1999. na predsjedničkim izborima, na kojima je i pobijedio. Godine 2004., za predsjednika je izabran pripadnik SWAPO-a Hifikepunye Pohamba.

## Vanjske poveznice
Sestrinski projekti
|  | Zajednički poslužitelj ima još gradiva o temi Povijest Namibije |